# Puerto Leguízamo
Puerto Leguízamo is een gemeente in het Colombiaanse departement Putumayo. De gemeente telt 9938 inwoners (2005). Puerto Leguízamo is een van de weinige gemeenten in Colombia die te lijden had onder een internationale oorlog, het Peru-Colombia-conflict in 1932-1933.

## Hydrografie en fauna
De gemeente kent twee grote rivieren, de Caquetá en Putumayo. In deze rivieren komt de Orinocodolfijn voor.
Colón · Mocoa · Orito · Puerto Asís · Puerto Caycedo · Puerto Guzmán · Puerto Leguízamo · San Francisco · San Miguel · Santiago · Sibundoy · Valle del Guamuez · Villagarzón